# Melicope knudsenii
Melicope knudsenii е вид растение от семейство Седефчеви (Rutaceae). Видът е критично застрашен от изчезване.

## Разпространение
Разпространен е в САЩ.